# 馬爾基夫卡 (蘇梅區)
50°52′17″N 34°23′58″E / 50.87139°N 34.39944°E
馬爾基夫卡（烏克蘭語：Марківка）是位於烏克蘭東北部的村莊，由蘇梅州蘇梅區的米科拉伊夫卡镇级市镇負責管轄。該村處於蘇拉河畔，距離胡蒂尔1公里，海拔高度138米，2001年人口58。